# Mi (nốt nhạc)

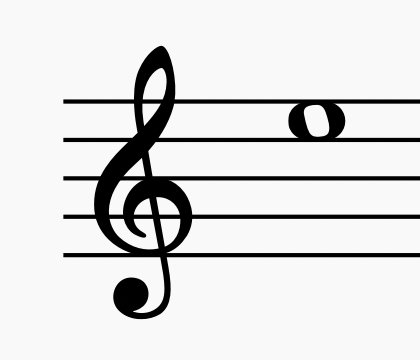
Nốt Mi 5 (E5) biểu diễn theo khoá Sol

Mi hoặc E là nốt thứ ba của phần cố định quy mô Do-Solfège và của âm giai Đô trưởng. Nốt sát âm dưới là D (đọc là Rê), sát âm trên là F (đọc là Fa). Khoảng trùng âm của Mi là F♭ (đọc là Fa giáng) hoặc D (đọc là Rê hai thăng, Rê thăng kép), mà theo định nghĩa là tăng một nửa cung Mi giáng - E♭ (tức Rê thăng - D♯) hoặc giảm một nửa cung Fa - F (tức Mi thăng - E♯).
Nốt Mi là chất liệu sàng tác âm nhạc chính của các cung Mi trưởng và Mi thứ.

## Âm giai

### Các âm giai phổ biến bắt đầu bằng nốt Mi
- Mi trưởng: E F♯ G♯ A B C♯ D♯ E
- Mi thứ: E F♯ G A B C D E
- E Harmonic Minor: E F♯ G A B C D♯ E
- E Melodic Minor Ascending: E F♯ G A B C♯ D♯ E
- E Melodic Minor Descending: E D C B A G F♯ E

### Thang âm nguyên
- E Ionian: E F♯ G♯ A B C♯ D♯ E
- E Dorian: E F♯ G A B C♯ D E
- E Phrygian: E F G A B C D E
- E Lydian: E F♯ G♯ A♯ B C♯ D♯ E
- E Mixolydian: E F♯ G♯ A B C♯ D E
- E Aeolian: E F♯ G A B C D E
- E Locrian: E F G A B♭ C D E

### Âm giai ngũ cung
- E Traditional Chinese: E G A B D E
- F Pelog bem: E F A♯ B C E
- F Pelog bagang: E F♯ A♯ B C E
- F Pelog selesir: E F G A♯ C E

### E Melodic (Jazz) Minor Modes
- E Ascending Melodic Minor: E F♯ G A B C♯ D♯ E
- E Dorian ♭2: E F G A B C♯ D E
- E Lydian Augmented: E F♯ G♯ A♯ B♯ C♯ D♯ E
- E Lydian Dominant: E F♯ G♯ A♯ B C♯ D E
- E Mixolydian ♭6: E F♯ G♯ A B C D E
- E Locrian ♮2: E F♯ G A B♭ C D E
- E Altered: E F G A♭ B♭ C D E